# Gravipalpus callosus
Gravipalpus callosus är en spindelart som beskrevs av Alfred Frank Millidge 1991. Gravipalpus callosus ingår i släktet Gravipalpus och familjen täckvävarspindlar. Inga underarter finns listade i Catalogue of Life.